# Vollwertkost
Vollwertkost (Duits: "vollwaardige voeding") is een voedingsconcept dat op het gebruik van verse en onbehandelde levensmiddelen berust. Het concept werd ontwikkeld en bekendgemaakt door de Duitse nationaalsocialistische wetenschapper Werner Kollath en de Zwitser Maximilian Bircher-Benner. Het was vooral in Duitstalige landen populair en werd de basis voor latere vergelijkbare theorieën zoals vollwertige Ernährung, Vollwerternährung en vollwertige pflanzliche Ernährung.

## Geschiedenis
De reformbeweging, die aan het einde van de 19de eeuw in Duitsland en Zwitserland een alternatieve levenswijze aanbood als tegenwicht tegen veel ongewenste aspecten van de industrialisering en urbanisering, benadrukte het belang van een gezonde voeding. De Duitse heilpraktiker Theodor Hahn bracht in 1859 onder invloed van de macrobiotiek het werk Die naturgemäße Diät, die Diät der Zukunft. Nach Erfahrung und Wissenschaft aller Zeiten und Völker zusammengestellt uit en beïnvloedde deze ontwikkeling door te pleiten voor een voeding zonder dierlijk vlees, zonder gemalen meel en met veel rauwkost.

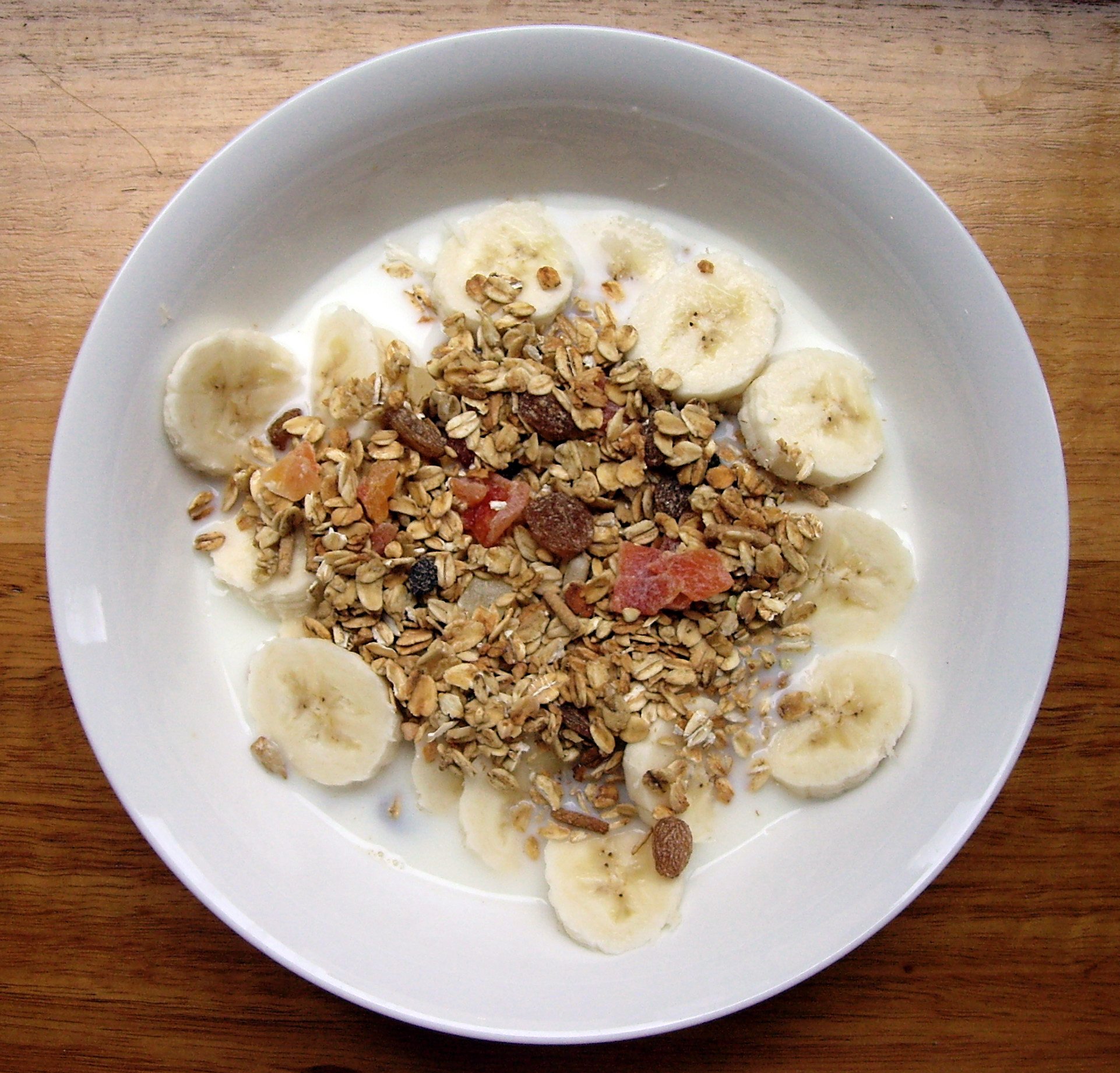
Muesli

De Zwitser arts Maximilian Bircher-Benner, die een sanatorium bij Zürich bedreef, experimenteerde met een gepureerd rauwkostdieet tegen maagziektes. Beroemd werd hij door een gerecht van havervlokken en appels, dat als birchermüesli bekend werd en sindsdien als muesli in heel Europa een belangrijk onderdeel van de ontbijtcultuur geworden is. Vanaf 1923 gaf hij het tijdschrift "Wendepunkt" uit, waarin de Duitse arts Werner Kollath een eigen rubriek voor het thema voeding had.
De nationaalsocialistische regering in Duitsland betrachtte een verbetering van de voeding voor het volk als belangrijk doel en probeerde de bakkerijen ertoe te bewegen om vooral volkorenbrood te bakken. Hiertoe werd in 1939 speciaal een commissie ingesteld met de naam Reichsvollkornbrotausschuss.
Kollath speelde een belangrijke rol binnen de NSDAP en publiceerde tijdens de Tweede Wereldoorlog zijn hoofdwerk, Die Ordnung unserer Nahrung. Hierin gebruikte hij voor het eerst het begrip Vollwertkost. Na de oorlog kwam een ander voedingsboek van hem uit, Der Vollwert der Nahrung und seine Bedeutung für Wachstum und Zellersatz.

## Principes
Het idee van de vollwertkost is dat voeding alles biedt wat voor het voortbestaan van een organisme nodig is. Levensmiddelen worden ingedeeld in waardegroepen, waarbij de waarde hoger is naarmate de verwerkingsgraad minder is. Hierbij geldt: plantaardige producten hebben een hogere waarde dan dierlijke en rauwe producten hebben een hogere waarde dan gekookte of gebakkene. Levensmiddelen met een geringere waarde worden in de eigen terminologie voedingsmiddelen genoemd.

### Waardegroepen
1. verse, niet verwerkte levensmiddelen
2. mechanisch veranderde levensmiddelen
3. enzymatisch veranderde levensmiddelen
4. met hitte behandelde voedingsmiddelen
5. geconserveerde of intensief verwerkte voedingsmiddelen
6. voedingsmiddelsubstanties in geïsoleerde vorm of combinaties daarvan

## Verdere ontwikkelingen sinds 1950

### Vollwertige Ernährung
De Duitse voedingsorganisatie D.G.E. ondersteunde ten dele de ideeën van Kollath, noemde de ideale voeding echter "vollwertige Ernährung". De organisatie was minder dogmatisch dan Kollath en raadde bijvoorbeeld aan, vlees in geringe hoeveelheden te consumeren.

### Vollwerternährung
Vanaf de jaren 80 van de 20ste eeuw werd een aangepast concept door medewerkers van de universiteit van Gießen gepubliceerd, dat "Vollwerternährung" genoemd werd. De ideeën van de vollwertkost werden daarbij overgenomen, waarbij ook aspecten van milieuvriendelijkheid en fair trade met betrekking tot de voedingsmiddelen en verpakking een rol speelden.